# Wadersloh
Wadersloh – miejscowość i gmina w zachodnich Niemczech, w kraju związkowym Nadrenia Północna-Westfalia, w rejencji Münster, w powiecie Warendorf.

## Współpraca
Miejscowości partnerskie:
- Faulungen – dzielnica gminy Südeichsfeld, Turyngia
- Marcillat-en-Combraille, Francja
- Néris-les-Bains, Francja